# George Heinrich Weber
Georg Heinrich Weber ( 27 de julho de 1752 – 7 de julho de 1828) foi um médico e botânico alemão.